# La pattuglia sperduta (film 1934)
La pattuglia sperduta (The Lost Patrol) è un film del 1934 diretto da John Ford, basato sul romanzo Patrol di Philip MacDonald, pubblicato a New York nel 1928.

## Trama
Una squadra dell'esercito inglese, nella prima guerra mondiale, durante una missione nel deserto della Mesopotamia, perde l'orientamento avanzando senza alcun punto di riferimento.
Soldati arabi nemici, dopo vari agguati, uccidono uno dopo l'altro gli inglesi, sopravvive solo un sergente salvato dall'arrivo di truppe inviate alla loro ricerca.

## Produzione
La lavorazione del film, prodotto dalla RKO Radio Pictures, durò dal 31 agosto al 22 settembre 1933. Le scene nel deserto vennero girate a Yuma, in Arizona. Hollywood Reporter riportò la notizia che, durante le riprese, la troupe andò incontro a molti problemi, colpita dalla dissenteria e soffrendo a causa del grande caldo e a causa dell'acqua inquinata..

## Distribuzione
Il copyright del film, richiesto dalla RKO Radio Pictures, Inc., fu registrato il 16 febbraio 1934 con il numero LP4510. Il film uscì nelle sale cinematografiche statunitensi il 16 febbraio 1934. Nello stesso anno, venne distribuito anche in Argentina (20 giugno) e Svezia (3 dicembre). Nel 1935, uscì in Cecoslovacchia (1º febbraio), Spagna (25 febbraio), Paesi Bassi (15 marzo), Francia (26 giugno). In Finlandia, il film uscì l'8 novembre 1936 mentre nel 1937 fu distribuito anche in Danimarca (17 maggio) e Portogallo (26 dicembre).

## Riconoscimenti
È stato candidato ai Premi Oscar 1935 per la migliore colonna sonora.
Nel 1934 è stato indicato tra i migliori dieci film dell'anno dal National Board of Review of Motion Pictures.